# Giovanni Conso
Giovanni Battista Conso (ur. 23 marca 1922 w Turynie, zm. 2 sierpnia 2015 w Rzymie) – włoski prawnik i nauczyciel akademicki, profesor, w latach 1993–1994 minister sprawiedliwości.

## Życiorys
Z wykształcenia prawnik, absolwent Uniwersytetu Turyńskiego z 1945. Był wieloletnim nauczycielem akademickim, profesorem uniwersytetów w Urbino, Genui, Turynie i Rzymie. Specjalizował się w zagadnieniach z zakresu prawa karnego procesowego. Praktykował również jako prawnik, był członkiem komisji rządowych, a od 1976 do 1981 zasiadał w Najwyższej Radzie Sądownictwa (Consiglio Superiore della Magistratura). Był autorem licznych publikacji książkowych, m.in. I fatti giuridici processuali penali (1955), Il concetto e le specie di invalidità (1955) i Costituzione e processo penale (1969).
W 1982 z nominacji prezydenta Sandra Pertiniego został sędzią Sądu Konstytucyjnego, od października 1990 do lutego 1991 przewodniczył tej instytucji. Od lutego 1993 do maja 1994 sprawował urząd ministra sprawiedliwości w rządach, którymi kierowali Giuliano Amato i Carlo Azeglio Ciampi. W latach 2003–2009 przewodniczył instytucji naukowej Accademia Nazionale dei Lincei.
Odznaczony Orderem Zasługi Republiki Włoskiej I klasy (1982).